# Bremenski Roland
Bremenski Roland je kip Rolanda, postavljen leta 1404. Stoji na trgu Marktplatz v Bremnu v Nemčiji, ki gleda k stolnici. Prikazuje Rolanda, paladin -bojevnik prvega svetega rimskega cesarja Karla Velikega in junak bitke pri prelazu Roncevaux (špansko Puerto de Ibañeta; baskovsko Ibañetako Mendatea; francosko Col de Roncevaux). Roland je prikazan kot zaščitnik mesta: njegov legendarni meč (znan v legendi kot Durendal) je brez nožnice, njegov ščit pa je označen z dvoglavim cesarskim orlom.
Stoječa figura je visoka 5,47 m in stoji na 60 cm podstavku. Podporni steber je kronan z baldahinom in sega do višine 10,21 m. Kip je bil izdelan v apnencu iz Elma, in so ga mestni očetje naročili, da bi zamenjal lesenega, ki ga je leta 1366 zažgal knezonadškof Albert II. Braunschweig-Wolfenbüttel. Stoji nasproti stolnice kot zastopnik mestnih pravic, ki nasprotujejo teritorialnim zahtevam nadškofa.
Kipi Rolanda se pojavljajo v številnih mestih nekdanjega svetega rimskega cesarstva, kot simboli mestnih svoboščin (Stadtrechte). Rolandov kip v Bremnu je najstarejši preostali primer. Iz Bremena se je simbol državljanskih svoboščin in svobode razširil v druga mesta in je postal simbol nove Evrope. Od leta 1973 je zaščiten z aktom o zaščiti spomenikov.  Julija 2004 je bil skupaj z mestno hišo uvrščen na seznam Unescove svetovne dediščine. 

## Legenda
Po legendi bo Bremen ostal svoboden in neodvisen, dokler Roland bdi nad mestom. Iz tega razloga se domneva, da se v podzemnih oboki mestne hiše skriva drugi kip Rolanda, ki ga je mogoče hitro namestiti kot nadomestek, če bi prvi padel.

## Zgodovina
Predhodnik Bremenskega Rolanda je bil izdelan iz lesa in ga je 28.—29. maja 1366 zažgai v bojih nadškof Albert II. Nosil je - kot nov - cesarski grb in je bil, tako kot drugi najstarejši kipi Rolanda, verjetno postavljeni med letoma 1340 ali 1350. Leta 1404, še pred gradnjo mestne hiše, je imel svet Bremna nov kamnit kip Roland. Izdelala sta ga kamnoseka Claws Zeelleyher in Jacob Olde.
Figura je bila izdelana iz elmskega apnenca, steber iz peščenjaka iz Obernkirchna in je bil prvotno obarvan. V 18. stoletju je bil pobarvan s sivo, pozneje pa so ga očistili da se vidi kamen. Okoli leta 1811 je bil Roland začasno v nevarnosti, da bi ga porušili, zaradi predvidene gradnje pokrite tržnice, ki pa se ni izvajala do konca francoske vladavine.
Roland je bil večkrat obnovljen. Leta 1939 mu je grozil propad in je bil obnovljen na novih betonskih temeljih, nekaj blokov je bilo obnovljenih. 29. septembra 1939 je kot ukrep zračne obrambe dobil leseno oblogo, napolnjeno s peskom in malo kasneje še obzidan. Izgubljena mreža je bila obnovljena med temeljito obnovo leta 1983/84. Glavo je nadomestila resnična kopija, izvirnik pa je od takrat v muzeju Focke. Po stari bremenski tradiciji so te stroške prevzeli sponzorji. Med zadnjo prenovo leta 1989 je bila v kipu odkrita kaseta z nacistično propagando, ki je bila tam odložena leta 1938.

## Manjši Roland
Manjši Roland v Neustadtu je 1. Neustädter Bürgerkompanie postavila leta 1737, kot rezultat državljanov Neustädterja z zelo omejenimi državljanskimi pravicami od leta 1642. Temelji na večjem Rolandu iz leta 1404. [3]
Napis se glasi: "Imaš velikega, ki stoji tam, mi stojimo pred malim. Nismo veliko mesto, mi smo majhno in dodatek, ampak smo prav toliko mesto, kot si ti.

## Galerija
- Rolandov kip na trgu
- Bremenski Roland na medalji, ki jo je leta 1648 izdelal Blum, obeležuje Vestfalski mir
- Razglednica Bremna iz okoli leta 1905 kaže Rolanda in trg.